# Lockheed F-104 Starfighter
Lockheed F-104 Starfighter er et enmotors supersonisk interceptor altvejrs-jagerfly fra USA. Flyet blev senere også anvendt som jagerbomber. Oprindeligt blev det udviklet af Lockheed for United States Air Force (USAF), men kom i udbredt tjeneste ved USA's allierede verden over, og blev bygget på licens af andre NATO-lande. Flyet kom i tjeneste ved mere end et dusin luftvåben imellem 1958 og 2004. Flyets design team blev ledet af Kelly Johnson, som senere ledte eller bidrog til udviklingen af Lockheed SR-71 Blackbird og andre Lockheed fly.
F-104 satte adskillige verdensrekorder, blandt andet i hastighed og flyvehøjde. Flyets succes blev sværtet af Lockheed-skandalen, i hvilken Lockheed havde betalt bestikkelse til et betragteligt antal politikere og militærpersoner i forskellige lande for at påvirke deres afgørelser og sikre sig adskillige kontrakter; dette skabte betydelig politisk og folkelig furore i Europa og Japan.
Det høje antal ulykker med Starfighter bragte flyet til offentlighedens opmærksomhed, særligt under dets tjeneste ved Luftwaffe i Vesttyskland. Oberst Erich Hartmann (Luftkrigshistoriens førende flyver-es med 352 nedskydninger) blev tvunget til at forlade Luftwaffe på grund af sin indædte og højlydte modstand mod indkøbet af F-104.
Den sidste produktionsversion af jageren var F-104S, en altvejrs interceptor designet af Aeritalia for Italiens Luftvåben, og udstyret med radarstyrede AIM-7 Sparrow missiler. En avanceret F-104 med en højtmonteret vinge blev overvejet under navnet CL-1200 Lancer, men typen kom aldrig længere end til mock-up stadiet.
Flytypen er let at kende på sin lange slanke krop og meget små og korte bæreplaner/vinger. Flyet - fra finansåret 1. april 1964 til 31. marts 1965 blev 29 stk. anskaffet via våbenhjælp, og yderligere 22 blev indkøbt af forsvaret i 1971/72 - blev i Danmark anvendt indtil 1986 i en en-sædet version (F-104G) og 7 styk i den to-sædede version (TF-104G). De to-sædede blev brugt til at træne nye piloter og til træning i instrumentflyvning.

## Udvikling

### Baggrund og tidlig udvikling
Clarence "Kelly" Johnson, den ledende ingeniør for Lockheeds Skunk Works, besøgte Korea i december 1951 og spurgte jagerpiloterne, hvordan deres ønskefly skulle være. På det tidspunkt mødte piloterne de sovjetiske MiG-15 med North American F-86 Sabre, og mange af piloterne mente, at MiG-jagerene var overlegne over for det større og mere komplekse amerikanske design. Piloterne ønskede et lille og simpelt fly med fremragende ydelse. Hjemme i USA og bevæbnet med denne viden, påbegyndte Johnson omgående designet af sådan et fly. I marts havde han samlet sit team; de studerede adskillige flydesigns, fra små fly omkring 8.000 lb (3.600 kg), til temmelig store omkring 50.000 lb (23.000 kg). For at opnå den ønskede ydelse blev der valgt en minimalistisk tilgang: man viklede det mindste, letteste og mest aerodynamisk effektive flystel som muligt rundt om en enkelt, kraftig motor. Den valgte motor var den nye General Electric J79, som leverede betydeligt mere effekt end andre, samtidige designs. Det lille L-246 design, drevet af en enkelt J79, forblev i det store og hele identisk med L-083 Starfighter, som den til slut blev leveret.
Designet blev præsenteret for USAF i november 1952, og de var tilstrækkeligt interesseret til at lave et General Operating Requirement for en letvægtsjager til at afløse North American F-100 Super Sabre. Tre firmaer bød ind på ordren: Republic med AP-55, en forbedret version af deres prototype XF-91 Thunderceptor; North American med NA-212, som til slut blev udviklet til F-107; og Northrop N-102 Fang, endnu et design bygget over J79 motoren. Selv om de alle var interessante, førte Lockheed stort, og fik i marts 1953 tildelt en udviklingskontrakt på to prototyper, som fik tildelt navnet "XF-104".
Arbejdet skred hurtigt frem, og en mock-up var klar til inspektion ved slutningen af april. Arbejdet på de to prototyper startede sidst i maj. J79 motoren var endnu ikke klar; begge prototyper fik i stedet for en Wright J65 motor, som var en licensbygget version af Armstrong Siddeley Sapphire. Den første prototype var færdig først i 1954, og den fløj første gang den 4. marts fra Edwards AFB. Tiden fra kontrakten blev underskrevet til første flyvning var under et år.
Da USAF afslørede eksistensen af XF-104, gav de kun en diffus beskrivelse af flyet, på samme måde som med den hemmelige F-117A i 1980erne. Ikke desto mindre kom en tegning i Popular Mechanics, august 1954, meget tæt på udseendet af flyet.
Prototypen havde kortvarigt været luftbåren allerede den 18. februar, men det blev ikke talt med som første flyvning. På den første officielle flyvning fik flyet problemer med at trække understellet op. Den anden prototype blev ødelagt nogle få uger senere under forsøg med at affyre våbnene, men i november 1955 blev prototypen accepteret af USAF.

### Videreudvikling
Baseret på forsøg og evalueringer af XF-104, blev den næste variant (YF-104A) forlænget, udrustet med en General Electric J79 motor, fik et modificeret understel og modificerede luftindtag.
Den første YF-104A fløj den 17. februar 1956 og var snart, sammen med 16 andre testfly, i gang med at udføre tests og evalueringer. Der blev foretaget modifikationer på flyet, inklusive forstærkninger af flystellet, og tilføjelse en ekstra finne under bugen. Der blev fundet problemer med J79 efterbrænderen, og montagen af Sidewinder missiler skabte yderligere forsinkelser. Den 28. januar 1958 blev den første F-104A afleveret til tjeneste ved 83rd Fighter Interceptor Wing.
I alt 2.578 stk. F-104 blev fremstillet af Lockheed, såvel som under licens af et antal udenlandske producenter.

## Design

### Flystel
F-104 havde et radikalt nyt vingedesign. De fleste datidige jetjagere benyttede tilbagestrøgne/pilformede vinger, eller en deltavinge. Dette tillod en fornuftig balance mellem aerodynamisk ydelse, opdrift, og indvendig plads til brændstof og udstyr. De tests som Lockheed udførte viste derimod, at den mest effektive vingeform for højhastigheds, supersonisk flyvning var en meget lille, lige og midt-monteret, trapezformet vinge. Den nye vinge var ekstremt tynd, med et forhold mellem tykkelse og profilkorden på kun 3,36% og et sideforhold (aspect ratio) på 2,45. Vingernes forkant var så tynd (0,016 in eller 0,41 mm) at jordpersonalet risikerede at skære sig på dem, og det var nødvendigt at montere beskyttelsespuder' på vingetipperne og -kanterne under normal vedligeholdelse.
De tynde vinger gjorde det nødvendigt at placere brændstoftanke og understel i skroget. De hydrauliske cylindre der drev krængerorene kunne ikke være større end 1 tomme (25,4 mm) tykke for at passe inden i vingen. Vingerne havde flaps på både for- og bagkant, men den lille og højt belastede vinge gav stadig en uacceptabelt høj landingshastighed. Af denne grund var det nødvendigt at nedsætte landingshastigheden ved at indføre et boundary layer (ingen rimelig dansk oversættelse) kontrolsystem, der sendte trykluft fra motoren ud over bagkantens flaps for at kontrollere luftstrømmen. I praksis viste vedligeholdelsen af systemet sig at give problemer, og en landing uden systemet var en hårrejsende oplevelse.
Stabilatoren (kombineret haleplan og højderor) blev monteret på toppen af halefinnen for at reducere inertikobling. Fordi halefinnen kun var en smule kortere end længden af hver vinge, og næsten lige så aerodynamisk effektiv, kunne den opføre sig som en vinge når sideroret blev aktiveret, og rulle flyet i den modsatte retning af rorpåvirkningen. For at neutralisere denne uheldige effekt blev vingerne monteret vinklet nedad, med en 10° anhedral vinkel.
Skroget havde en meget høj grad af slankhed, langt og tyndt og tilspidset ud mod næsen, og havde et meget lille tværsnitsareal. Det tætpakkede skrog indeholdt radar, cockpit, kanonen, brændstof, understel og motor. Kombinationen af skrog og vinger gav en meget lav luftmodstand, undtagen i situationer med høj indfaldsvinkel hvor luftmodstanden vokser drastisk. F-104 havde en god acceleration, god stigeevne og topfart, men den havde en meget stor drejekreds.

### Motor
F-104 blev designet til at bruge General Electric J79 turbojetmotoren, fødet gennem sidemonterede luftindtag med fastmonterede indsugningskegler, der var optimeret for supersoniske hastigheder, i modsætning til andre supersoniske fly som f.eks. Lockheed SR-71 Blackbird der havde variable kegler. Det samlede forhold mellem trykkraft og luftmodstand (thrust-to-drag) var excellent, og tillod en maksimal hastighed et godt stykke over Mach 2.

### Katapultsæde
Tidlige Starfightere benyttede et katapultsæde der blev affyret nedad (type Stanley C-1), da man var bekymret for om et konventionelt sæde ville være i stand til at gå fri af den relativt høje T-hale. Dette gav nogle ganske indlysende problemer for piloter der forsøgte at undslippe i lav højde, og i alt 21 USAF piloter, inkl. testpiloten Capt. Iven C. Kincheloe, Jr., kunne derfor ikke forlade deres styrtende fly. Det uheldige nedad-fyrende sæde blev afløst af et konventionelt Lockheed C-2 katapultsæde, som godt nok var i stand til at slynge piloten fri af halen, men som stadig havde en nedre hastighedsgrænse på 104 mph (167 km/t).
Mange af de eksporterede Starfightere blev senere efterudrustet med et betydeligt bedre Martin-Baker Mk.7 nul-nul (nul flyvehøjde, nul hastighed) katapultsæde.

### Flyelektronik(Avionics)
De første USAF Starfightere havde en simpel AN/ASG-14T radar til målsøgning, TACAN (taktisk luftnavigations system), og en AN/ARC-34 UHF radio.
I slutningen af 1960erne udviklede Lockheed en mere avanceret version af Starfighter, F-104S, som en altvejrs interceptor jager til Italiens Luftvåben. F-104S fik en stærkt forbedret NASARR R21-G, der kunne 'fange' et mål midt i den uundgåelige radarstøj (clutter), og en continuous-wave radar illuminator for semi-aktive radarguidede missiler, inklusive AIM-7 Sparrow og Selenia Aspide. Missilstyringen nødvendiggjorde at den interne kanon blev fjernet. Midt i 1980erne fik de tilbageblevne F-104S fly en opdatering til ASA standarden (Aggiornamento Sistemi d'Arma, eller 'Våbensystem Opdatering'), med en stærkt forbedret og mere kompakt FIAR R21G/M1 radar.

### Bevæbning
Den grundlæggende bevæbning i en F-104 var en 20 mm (.79 in) M61 Vulcan Gatling-type maskinkanon. Det oprindelige våben havde problemer med udkast af de brugte hylstre, stammende fra at ammunitionen var linket sammen. Problemerne kunne blive så alvorlige, at det gav problemer med flyveegenskaberne, endog førende til styrt. Et ulinket fødesystem blev udviklet til efterfølgeren M61A1, som blev installeret i F-104C og senere modeller. Starfighter var det første fly som fik den nye kanon, som kunne affyre 6.000 skud pr. minut. Kanonen, som var placeret i den nederste del af bagbords skrog, blev fødet af et 725-skuds tromlemagasin placeret bag førersædet. De 725 skud var kun nok til lidt over syv sekunders kontinuerlig affyring. Våbnet blev udeladt i alle de to-sædede fly og i nogle enkeltsædede versioner, inklusive rekognosceringsfly og de tidlige italienske F-104S; typisk ville våbnet blive erstattet med ekstra brændstoftanke. Kanonens placering var gunstig, eftersom mundingsflammen var udenfor pilotens synsfelt, og derfor ikke kunne ødelægge hans nattesyn.
Der var plads til to AIM-9 Sidewinder luft-til-luft missiler, en på hver vingetip, og de kunne også erstattes af droptanke. F-104C og senere modeller fik et ekstra hardpoint under centerlinien samt to pyloner under vingerne til bomber, raketstyr eller ekstra brændstoftanke. Pylonen under centerlinien kunne bære et kernevåben; et "katamaran" raketstyr til to ekstra Sidewinder missiler kunne monteres under den forreste del af skroget, men denne installation havde kun en minimal afstand fra missilernes søgehoveder og ned til startbanen, hvilket gjorde at missilerne meget let blev skadet af opslyngede fremmedlegemer. F-104S-modellen fik endnu et par ophæng til konventionelle bomber, placeret under luftindtagene. Derudover havde F-104S en ekstra pylon under hver vinge, så den var oppe på ni hardpoints.

## Operationel historie

### U.S. Air Force
Oprindeligt tjente F-104A kortvarigt ved USAFs Air Defense Command / Aerospace Defense Command (ADC) som interceptor jager, selv om hverken flyets rækkevidde eller bevæbning var velegnet til rollen. Den første enhed, på Hamilton AFB i Californien, fik F-104A tildelt den 20. februar 1958; efter kun tre måneders tjeneste fik eskadrillen flyveforbud, efter en serie motor-relaterede havarier. Flyene fik derefter den nyere J79-3B motor, og herefter fik yderligere tre ADC enheder deres F-104A. USAF reducerede bestillingerne fra 722 Starfightere til 155. Efter kun et år i tjeneste blev flyene overflyttet til Air National Guard enheder. Det bør dog bemærkes at F-104 kun blev anset som en midlertidig løsning, indtil ADC fik sine Convair F-106 Delta Dart.
Under krisen i Berlin i 1961 beordrede Præsident John F. Kennedy 148.000 United States National Guard og reservister i aktiv tjeneste den 30. august 1961, som svar på Sovjetunionens forsøg på at afskære allieret adgang til Berlin. 21.067 personer var fra Air National Guard (ANG), og udgjorde 18 jagereskadriller, fire rekognoscerings-eskadriller, seks transport eskadriller, og en taktisk styregruppe. Den 1. november 1961 mobiliserede USAF yderligere tre ANG interceptor/jager eskadriller. Sidst i oktober og først i november blev otte taktiske jagerenheder og deres 216 fly sendt til Europa i "Operation Stair Step". På grund af deres korte rækkevidde blev 60 stk. F-104A demonteret og sendt som luftfragt til Europa sidst i november. Krisen sluttede i sommeren 1962 og personalet blev returneret til USA.
Den efterfølgende model, F-104C, trådte i tjeneste ved USAFs Tactical Air Command som en multirolle jager og jagerbomber. 479th Tactical Fighter Wing på George AFB i Californien var de første der fik den nye type i september 1958. Selv om flyene ikke var optimalt egnet, blev nogle af disse F-104 i begrænset omfang benyttet under Vietnamkrigen. I 1967 blev også TAC's fly overført til Air National Guard.

#### Vietnamkrigen
Begyndende med kampagnen Operation Rolling Thunder blev Starfighter benyttet som air-superiority jager (benyttet til at opnå luftherredømmet i kampzonen) såvel som støttefly; selv om flyet ikke kom meget i luftkamp og ikke scorede luftsejre, var tilstedeværelsen af en Starfighter tilstrækkelig til at holde MiG interceptorer på afstand. Der blev udstationeret Starfighter eskadriller to gange i Vietnam, første gang fra april 1965 til november 1965, hvor der blevet fløjet 2.937 kampmissioner. Under den første udstationering blev to Starfightere skudt ned. En blev skudt ned af en kinesisk Shenyang J-6 jager (en kinesisk bygget MiG-17) da piloten, Philip E. Smith ved en fejl fløj ind i kinesisk luftrum, og yderligere to F-104 gik tabt efter et sammenstød i luften, mens de eftersøgte den forsvundne jager. 476th Tactical Fighter Squadron var i Vietnam fra april 1965 til juli 1965 og mistede en Starfighter; 436th Tactical Fighter Squadron var i Vietnam i juli 1965 til slutningen af Oktober 1965, og mistede fire.
Starfighterene returnerede til Vietnam da 435th Tactical Fighter Squadron blev udstationeret fra juni 1966 til juli 1967: I den tid blev der fløjet yderligere 2.269 kampflyvninger, totalt 5.206 flyvninger. Yderligere ni stk. F-104 gik tabt. Starfighter enhederne blev overført til F-4 Phantom i juli 1967, efter at have mistet i alt 14 F-104 af forskellige årsager i Vietnam. De F-104 der tjente i Vietnam blev opgraderet 'i marken' med APR-25/26 radar-advarsels modtageren, et enkelt eksemplar er udstillet i Air Zoo i Kalamazoo, Michigan.
| Dato               | F-104 model   | Enhed                                 | Årsag og bemærkninger                                                                          |
| ------------------ | ------------- | ------------------------------------- | ---------------------------------------------------------------------------------------------- |
| 29. juni 1965      | F-104C        | 476th Tactical Fighter Squadron (TFS) | Skudt ned af fjendtlig ild fra jorden mens flyet ydede tæt flystøtte (Close air support, CAS). |
| 22. juli 1965      | F-104C        | 436th TFS                             | Skudt ned af fjendtlig ild fra jorden under en CAS mission.                                    |
| 20. september 1965 | F-104C        | 435th TFS                             | Skudt ned af kinesisk (J-6) med 30mm kanonild.                                                 |
| 20. september 1965 | 2 stk. F-104C | 436th TFS                             | Luftkollision under eftersøgning efter det foregående fly.                                     |
| 1. august 1966     | 2 stk. F-104C | 435th TFS                             | To F-104C skudt ned af SA-2 jord-til-luft missiler.                                            |
| 1. september 1966  | F-104C        | 435th TFS                             | Skudt ned af flak under en rekognosceringsmission.                                             |
| 2. Oktober 1966    | F-104C        | 435th TFS                             | Skudt ned af SA-2 missil under rekognoscering i 10.000 fod flyvehøjde.                         |
| 20. Oktober 1966   | F-104C        | 435th TFS                             | Skudt ned af flak under rekognoscering.                                                        |
| 12. januar 1967    | F-104C        | 435th TFS                             | Styrtede under landing.                                                                        |
| 16. januar 1967    | F-104C        | 435th TFS                             | Motorsvigt.                                                                                    |
| 28. januar 1967    | F-104C        | 435th TFS                             | Motorsvigt.                                                                                    |
| 14. maj 1967       | F-104C        | 435th TFS                             | Motorsvigt.                                                                                    |

#### Tjeneste i USA
USAF var ikke tilfreds med Starfighter og købte kun 296 eksemplarer i ensædede og tosædede versioner. Den daværende USAF doktrin lagde kun lidt vægt på at opnå luftovermagt (jager-mod-jager missioner), og Starfighter fandtes utilstrækkelig både som interceptor (jager-mod-bomber) og som taktisk jagerbomber, fordi den kun havde kort flyvetid (begrænset brændstofforråd) og manglende evne til at bære rimelige bombelaster i sammenligning med andre USAF fly. Efter 1965 blev F-104s tjeneste i USA hurtigt reduceret. De sidste F-104A i regulær USAF tjeneste fik kraftigere og mere pålidelige J79-GE-19 motorer i 1967. De sidste USAF Starfightere trådte ud af tjeneste ved det regulære luftvåben i 1969, men flyet forblev i tjeneste ved Puerto Rico Air National Guard indtil 1975, hvor det blev erstattet med A-7 Corsair II.
Flyets futuristiske udseende gav det en filmrolle: i Star Trek (TOS) episoden "Tomorrow Is Yesterday" (1967) var det en F-104 der opfangede USS Enterprise.
De sidste F-104 Starfighter der tjente i U.S. farver trænede piloter for Vesttysklands Luftwaffe, med en wing af TF-104G og F-104G udstationeret på Luke Air Force Base i Arizona. Selvom flyene (hvoraf nogle var bygget i Tyskland) var i USAF bemaling, tilhørte flyene Vesttyskland. De forblev i tjeneste indtil 1983.

### Indisk–Pakistanske Krige
Ved daggry den 6. september 1965 startede luftkrigen i den Indisk-Pakistanske krig i 1965; Flt. Lt. Aftab Alam Khan fra Pakistan hævdede at have nedskudt en indisk Dassault Mystère IV over Vestpakistan (det nuværende Pakistan) og beskadiget en anden. Det er den første nedskydning foretaget af et Mach 2 fly, og den første nedskydning med et missil foretaget af Det Pakistanske Luftvåben. Indiske kilder betvivler hændelsen. Starfightere var involveret i en anden hændelse den 3. september 1965: to F-104 blev sendt ud for at afskære en Folland Gnat fra Indiens Luftvåben, efter at det indiske fly var kommet ind over Pakistan, på vej til sin hjemmebase. F-104 jagerene afskar Gnat'en med overlydshastighed, og tvang piloten, Squadron Leader Brij Pal Singh, til at lande på en nærliggende nedlagt Pakistansk flyveplads og overgive sig. Indiens Luftvåben er uenige i PAFs forklaring om en tvungen landing, og hævder at landingen var en pilotfejl; piloten foretog en nødlanding på hvad han troede var en indisk flyveplads. Den omdiskuterede Gnat er nu udstillet på PAF Museum i Karachi.
Ifølge både vestlige og sovjetiske militæranalytikere, vandt MiG-21 den længe ventede luftkamp mellem MiG-21 og F-104 Starfighter; 4 stk. F-104 Starfighter fra det Pakistanske Luftvåben (PAF) blev skudt ned af MiG 21FL fra det Indiske Luftvåben (IAF), uden tab af MiG-21FL, i den første direkte luftkamp mellem de to fly; dette skete under den Indisk-Pakistanske krig i 1971. Det første fly gik tabt den 12. december 1971, da en eller flere MiG-21FL fra IAFs Eskadrille 47 nedskød en PAF F-104 over Kutch-golfen i den Indiske Gujarat provins. Det blev angiveligt fløjet af Wing Commander Mervyn Middlecoat, som med succes skød sig ud med katapultsædet, men som aldrig blev fundet. De næste tre F-104 blev alle skudt ned den 17. december; to af IAF MiG-21FL fra 29 Eskadrille over Uttarlai i Rajasthan, og den tredje F-104 blev skudt ned af en anden MiG 21FL, også fra 29ne, senere samme dag.
Sanktioner efter krigen tvang PAF til at sende deres F-104 på pension, på grund af manglende support til vedligeholdelsen.

### Konflikten i Taiwan-strædet 1967
Den 13. januar 1967, indledte fire F-104G fra Taiwans Luftvåben (ROCAF) luftkamp mod en formation af 8 stk. MiG-19 fra Folkets Befrielseshærs Luftvåben over den omstridte ø Kinmen. Major Hu Shih-lin og Captain Shih Bei-puo skød hver en MiG-19 ned. Dette var første gang en F-104 luftsejr ikke var omdiskuteret. En F-104 returnerede ikke til basen, og piloten er oplistet som forsvundet under kamp.

### Tysk tjeneste
Samtidigt med at F-104 blev upopulær i USA, begyndte Luftwaffe at se sig om efter et udenlandsk-designet multi-rolle kampfly, der kunne operere sammen med et missil-forsvarssystem. Starfighter blev præsenteret for tyskerne, og ændret fra en godtvejrs-jager til en alt-vejrs interceptor jager og rekognosceringsfly som også var egnet til jordmålsangreb; den nye version blev kaldt F-104G. Den blev valgt frem for English Electric Lightning, Grumman F11F Super Tiger og Northrop N-156.
Introduktionen af et højteknologisk kampfly til et nyligt genopstillet Luftwaffe var fyldt med problemer. Det meste af personellet, både piloter og jordpersonalet, havde fået civil beskæftigelse efter 2.verdenskrig og havde ikke fulgt med i udviklingen; mange af piloterne var kun blevet sendt på korte "opfrisknings"kurser i langsomme og omgængelige første-generations jetfly. Jordpersonalet blev også ansat med et minimum af træning og erfaring, hvilket var en konsekvens af et værnepligtigt militær med en stor omsætning af tjenestegørende personale. Flyets tjeneste under de som regel dårlige vejrforhold i det nordvestlige Europa (En enorm forskel fra træningen på Luke AFB i Arizona) og flyvning med stor fart og lav højde over stærkt kuperet terræn, gjorde at mange uheld skete ved at flyet ved en fejl blev fløjet i jorden (controlled flight into terrain, CFIT). Luftwaffe og Bundesmarine mistede i alt 110 piloter, cirka halvdelen var flådeofficerer.
En faktor der væsentligt bidrog til dette, var måden som F-104 blev anvendt på i tysk tjeneste: flyet blev hovedsageligt anvendt som jagerbomber, selv om flyet oprindeligt blev udviklet som en højhastigheds interceptor-jager beregnet på stor flyvehøjde. Dette betød ikke kun at flyet skulle udføre de sædvanlige bombemissioner i lav højde, men førte også til at der blev installeret yderligere flyelektronik i F-104G versionen, som f.eks. et inertinavigationssystem, hvis ekstra vægt yderligere forringede flyets flyveegenskaber og i høj grad påførte piloten yderligere distraktioner. I datidige tyske tidsskrifter, som behandlede Starfighterens sikkerhedsproblemer, blev det påpeget at flyet var "overbebyrdet" med teknologi, hvilket gav en latent overbelastning af besætningerne.
Uheldsraten gav anledning til et af de mest beske eksempler på sort humor i flyvningens historie: Hvordan får man nemmest fat i en Starfighter? Køb et lille stykke jord og vent...
I 1966 overtog Johannes Steinhoff kommandoen over Luftwaffe og gav hele F-104 flåden tilhørende Luftwaffe og Bundesmarine et flyveforbud, indtil han var overbevist om at problemerne var løst eller i det mindste stærkt reducerede. I de sidste år af flyets tjeneste blev den tyske sikkerhedsstatistik stærkt forbedret, selv om et nyt problem med strukturelle brud på vingerne dukkede op; de originale beregninger for materialetræthed havde ikke regnet med det høje antal g-kraft påvirkninger som den tyske flyflåde blev udsat for, og mange flystel fik skiftet vingerne mens en del andre fly blev taget helt ud af tjeneste. Imod slutningen af flyets tjeneste ved Luftwaffe, blev nogle af flyene modificeret til at bære en Flight Data Recoder for at kunne finde en sandsynlig forklaring på et evt. uheld. Erich Hartmann, verdens førende flyver-es, kommanderede en af Tysklands første efterkrigseskadriller udstyret med jetfly og bedømte F-104 til at være et usikkert fly med flyveegenskaber der gjorde det uegnet til luftkamp. I tjeneste ved flåden manglede flyet den sikkerhedsmargen som et tomotors design, som f.eks. Blackburn Buccaneer, havde. Til sine foresattes store utilfredshed bedømte Hartmann Starfighteren som uegnet til anvendelse ved Luftwaffe, allerede inden flyet blev indført.

### Flyvevåbnet
Flyvevåbnet modtog sine første ni af i alt 25 F-104G og fire TF-104G trænere den 23. november 1964. Starfighter begyndte fra december 1964 at afløse F-86D Sabre ved ESK723 og 726 på Flyvestation Ålborg; den officielle overdragelse, markeret med en parade, skete først den 29. juni 1965. Flyene ankom under våbenhjælpsprogrammet Military Assistance Program (MAP), og det var den sidste gang Danmark modtog fly på denne måde.
F-104 trådte relativt sent i tjeneste ved Flyvevåbnet. Dette viste sig at være en god ting - det var muligt at lære af andre landes, navnlig tyskernes, dårlige erfaringer med flyet; der gik fem år (7. oktober 1969 ved Tirstrup) før den første danske Starfighter gik tabt. Flyet blev kun benyttet til sin oprindelige rolle som jager/interceptor, rollen som jagerbomber blev først overladt til Super Sabre, senere til Draken. Fra starten havde de danske fly Martin-Baker katapultsæder, og kun erfarne piloter fik lov til at flyve flyet, eftersom erfaringerne fra udlandet viste at en urutineret pilot meget hurtigt kunne komme i problemer. Flyet reagerede voldsomt på forkert betjening.
De rutinerede piloter der fik adgang til flyet var glade for det. Blev flyet holdt inden for sine begrænsninger var det stabilt, lynhurtigt (en marchfart på Mach2) og med en fantastisk stigeevne, som selv de mest moderne fly har svært ved at matche
I 1971 skar Canada ned på det antal F-104 som var udstationeret i Europa. De 29 våbenhjælpsfly udgjorde ikke 2 hele eskadriller, så Flyvevåbnet benyttede lejligheden til at indkøbe yderligere 22 fly: de 7 var 2-sædede Canadair CF-104D, de sidste 15 var ensædede CF-104. De 22 fly blev ombygget til dansk standard på Hovedværkstedet i Aalborg.
Selv om det lykkedes for Flyvevåbnet at have en højere sikkerhed end tyskerne og canadierne, blev der mistet 12 fly ved havarier under i alt 141.340 timers flyvning - en tabsprocent på 23,5 %. I seks tilfælde mistede piloten livet. Nogle af tyskerenes giftige bemærkninger om F-104 smittede af, og folkeviddet blomstrede også her. For eksempel: Hvad er en optimist? En Starfighterpilot, der holder op med at ryge, fordi han er bange for lungekræft...
De sidste fly blev taget ud af aktiv tjeneste den 30. april 1986. F-104 Starfighter blev herefter afløst af F-16. De tilbageblevne våbenhjælpsfly blev, med USA's mellemkomst, leveret til Taiwan; nogle af statens indkøbte fly blev fordelt ud på museer her og i udlandet, andre bliver stadig brugt på Flyvevåbnets værksteder, hvor de anvendes til at indøve reparation af krigsskader.

### Anden international tjeneste
Flyet fandt et nyt marked ved andre medlemmer af NATO, og det endte med at der i alt blev bygget 2.578 stk. F-104 af alle varianter, i USA og andre steder i verden. Adskillige lande modtog deres fly under det amerikansk-betalte Military Aid Program (MAP). Den amerikanske motor blev bibeholdt, men den blev bygget på licens i Europa, Canada og Japan. Til at begynde med benyttede man Lockheed katapultsæderne, men de blev i nogen lande senere erstattet med de langt mere sikre Martin-Baker nul-nul katapultsæder.
Den såkaldte "Århundredets våbenhandel" genererede en substantiel indtægt for Lockheed. Lockheed-skandalen som var et resultat af de anvendte metoder under denne handel, skabte en ganske betydelig politisk kontrovers i Europa og Japan. F.eks. i Tyskland kom forsvarsministeren, Franz Josef Strauss, under anklage for at have modtaget mindst 10 millioner US$ for at have afgivet ordren på Vesttysklands indkøb af F-104 Starfighter i 1961. Prins Bernhard af Holland blev beskyldt for at have modtaget mere end 1 million US$ i bestikkelse. Han trådte tilbage som Generalinspektør for de Hollandske væbnede styrker som følge af sagen.
Sidst i 1970erne begyndte Starfighterens internationale tjeneste at blive stillet i bero. I de fleste tilfælde blev flyet erstattet af General Dynamics F-16 Fighting Falcon, men det forblev i tjeneste ved nogle luftvåben i næsten to årtier endnu. De sidste operationelle Starfighters tjente ved Italiens Luftvåben, hvor de udtrådte af tjeneste den 31. oktober 2004.

### Rumfart
NASA benyttede NF-104A til astronauttræning. I filmen The Right Stuff fra 1983 ses Chuck Yeagers uheld med en NF-104A den 10. december 1963.
De almindelige F-104 blev benyttet som hurtige følgefly. Ved en bestemt indstilling af gashåndtaget gav motoren en unik hylelyd; NASAs F-104B N819NA blev derfor døbt Howling Howland
I 2011 begyndte firmaerne 4Frontiers Corporation og Starfighters Inc (en privat F-104 operatør) at samarbejde på et projekt, som skulle opsende suborbitale forsøgs- og måleraketter fra F-104 fly, der startede fra Kennedy Space Center. De første opsendelser var forventet i 2012, men ifølge projektets hjemmeside er det sat i bero.
Tidligt i 2016 blev det meddelt at et andet projekt, CubeCab, arbejdede på et raketsystem der skulle opsende CubeSats ved hjælp af Starfightere. Firmaet har udtalt at det planlagde at påbegynde opsendelser "omkring 2018".

## Flyveegenskaber
Starfighter var det første kampfly der var i stand til kontinuerligt at flyve hurtigere end mach 2, og flyets hastighed og stigeevne er imponerende selv efter nutidens standarder. Udstyret med barberbladstynde supersoniske vinger (som kun kunne ses i spejlene fra cockpittet), var flyet optimeret til at yde sit bedste ved mach 1.4. Når flyet blev benyttet efter hensigten, og lavede højhastigheds overraskelsesangreb og udnyttede sin exceptionelle motortrykkraft og lave vægt, kunne det være en formidabel modstander. Flyet var ekstremt stabilt ved høj hastighed (600+ knob) i meget lav højde, hvilket gjorde det til en formidabel taktisk atomvåben-bomber. Hvis det derimod lykkedes at lokke F-104 til at manøvrere ved lav fart mod konventionelle subsoniske modstandere (som det skete for Pakistanske piloter imod Indiske Huntere i 1965) blev resultatet af en luftkamp højst tvivlsomt. F-104s store drejeradius var en følge af at flyet var bygget til store hastigheder, og flyets tendens til at stalle ved høj indfaldsvinkel og lave unkontrolleret pitch-up var noget som piloterne var tvunget til at respektere. Med reference til den dårlige evne til at dreje ved lav fart, fik en Canadisk F-104 pilot med en vis portion sort humor beskrevet problemet: "Banking with intent to turn" ("Krænger, med henblik på at dreje senere").
Takeoff hastigheden var omkring 219 mph (352 km/t), og piloten måtte skynde sig med at trække understellet op for ikke at overtræde begrænsningen på 299 mph (481 km/t). Stigeevne og marchfart var fremragende; det var usædvanligt, men en "slow" ("Langsom") indikator kunne lyse op på instrumentpanelet omkring mach 2 for at indikere at motorens kompressor var ved at nå sin maksimale temperatur, og det var nødvendigt for piloten at lukke lidt for gashåndtaget. Ved tilbagekomsten til flyvepladsen, kunne man flyve det sidste stykke med vinden med 242 mph (389 km/t) med flaps i 'landing' positionen, og herefter ville selve landingen foregå efter en lang indflyvning i en flad vinkel med omkring 207 mph (333 km/t), afhængigt af vægten af det tilbageblevne brændstof. Det var nødvendigt at motoren leverede temmelig høj effekt under hele landingen for at levere tilstrækkeligt med trykluft til boundary layer kontrolsystemet; piloterne blev advaret om først at lukke for gassen, når flyet var på jorden. En bremsefaldskærm og et sæt effektive bremser reducerede udrulningen efter landingen til en acceptabel længde.

### Generelle karakteristikker
F-104 havde en meget høj vingebelastning - endnu højere når flyet medbragte eksterne brændstoftanke, bomber etc. Flyet havde et sikkerhedssystem beregnet på flyvning med stor indfaldsvinkel, en stick shaker (en servo der ville ryste styrepinden voldsomt) der ville advare piloten om at han var tæt på et stall, og hvis denne blev ignoreret, en stick pusher der ville presse flyets næse nedad til en mere sikker indfaldsvinkel; disse systemer blev ofte undertrykt af piloterne, selv om dokumentationen for flyet (flight manuals) advarede imod det. Ved meget store indfaldsvinkler var F-104 kendt for at lave et "pitch-up" og gå i et spin, som det i de fleste tilfælde ikke var muligt at bryde ud af. I modsætning til f.eks. den tomotors McDonnell Douglas F-4 Phantom II, havde F-104 med dens enlige motor ingen sikkerhedsmargin i tilfælde af et motorsvigt, og uden motoreffekt havde flyet et elendigt glidetal, med fuld last helt nede på 2,2 (flyet når 2,2 meter frem for hver meter det daler). Til sammenligning har en Boeing 767-200 et glidetal omkring 12, og et svævefly ofte over 30.

### Tidlige problemer
J79 var en helt ny motor, som endnu var under udvikling i YF-104As testfase, såvel som under tjenesten med F-104A. Motoren havde stilbare statorblade i kompressoren, en design feature der automatisk ændrede kompressionen i motoren efter flyvehøjden og temperaturen. En tilstand kendt som et "T-2 reset", en normal funktion der udførte meget store ændringer i vinklen på statorbladene, forårsagede adskillige motorfejl under takeoff. Det blev opdaget at store og abrupte temperaturændringer (fra at flyet stod parkeret i solskin til at det startede) fejlagtigt fik statorbladene til at lukke og kvæle kompressoren. Faren fra disse motorfejl blev forværret af det nedadgående katapultsæde, som gav piloten yderst ringe chance for at slippe sikkert ud i lav højde. Senere blev motorsystemerne modificeret, og katapultsædet ændret til en mere normal konstruktion der fyrede opad. Ukontrollerede svingninger i en tip-tank rev en vinge af en F-104B; problemet havde allerede vist sig under forsøgene med XF-104 prototypen, og blev løst ved at fylde og tømme tankene i en specifik rækkefølge.

### Senere problemer
Et yderligere motorproblem var en ukontrolleret åbning af udstødningsdysen (mærket 'Nozzle' på billedet til højre), som regel på grund af manglende olietryk i motoren; motorens smøreolie blev benyttet som hydraulikolie for dysens aktuatorer. Hvis dette skete ville motoren køre normalt ved høj effekt, men åbningen af dysen ville medføre et dramatisk tab af trykkraft. En modifikation blev installeret, en manuel ventil til åbning af dysen; dette reducerede problemet.
Motorens efterbrænder kunne også slukke uventet (eller slet ikke tænde) under takeoff, hvilket også medførte et stort tab af trykkraft. Dette ville omgående blive bemærket af piloten, og det blev anbefalet omgående at afbryde starten hvis problemet opstod. Den første dødelige Starfighter-ulykke i Tyskland skete på grund af dette problem.
Nogle piloter oplevede at flyet aktiverede sin stick pusher, mens flyet fløj vandret og ligeud i lav højde, så for at undgå ubehageligheder blev F-104 ofte fløjet med systemet deaktiveret af piloten. En anden hyppig kilde til uheld var at flyets flaps ikke blev aktiveret symmetrisk, hvilket ville give en asymmetrisk opdrift. Flyet led også af et irriterende og permanent problem med oscillationer i næsehjulet under landingen (samme problem opleves i supermarkedet når man får indkøbsvognen med det dårlige hjul), som kunne få flyet til at rulle af startbanen og - i enkelte tilfælde - vælte flyet om på ryggen.

### Normale operationelle risici
Årsagerne til tabene af et stort antal fly er de samme som for enhver anden lignende type. Dette inkluderer: bird strikes (i særdeleshed i motoren), lynnedslag, piloten kan få rumlig disorientation, og sammenstød med andre fly i luften. Et særligt bemærkelsesværdigt styrt skete den 19. juni 1962; en formation af fire F-104F, som trænede til en opvisning i anledning af flyets officielle indvielse i tysk tjeneste, ramte alle jorden efter at have fløjet ned gennem en skybanke. Tre tyskere og en amerikansk pilot blev dræbt, og flyene ødelagt. Ulykken kunne forklares som rumlig disorientation ved en af de trænende piloter  og som en følge blev opvisninger i formation permanent aflyst af Luftwaffe.

### Ulykker
Flere F-104ere havarerede i tjenesten i USA, Danmark (12 styk) og i andre NATO-lande. De mange havarier medførte, at det amerikanske flyvevåben hurtigt tog flyet ud af aktiv tjeneste i USA. De europæiske NATO-partnere benyttede dog flyet i en længere årrække.
Flyets sikkerhedsstatistik blev til forsidenyheder, særligt i Tyskland, midt i 1960-erne. Vesttyskland startede med at bestille 700 fly, senere yderligere 216, og endte dermed med at eje i alt 916 stk. Starfightere. Leverancerne blev påbegyndt tidligt i 1962; allerede før slutningen af januar var den første af i alt 262 tyske F-104 styrtet ned. I juni 1962 styrtede ikke mindre end 4 Starfightere på samme dag. Som følge af disse styrt blev i alt 116 tyske piloter dræbt i fredstid, mellem 25. januar 1962 og 11. december 1984.
Fra 1969 sagsøgte enkerne efter piloterne Lockheed, og i 1975 havde mere en tredive af dem hver modtaget 3 millioner D-mark i erstatning. I forbindelse med dette fik F-104 i Tyskland det ubehagelige øgenavn "Witwenmacher" ("Enkemageren"). Nogle operatører mistede en stor procentdel af deres fly på grund af havarier, men uheldstallet varierede stærkt med anvendelsen af flyet, og flyets driftsbetingelser; Luftwaffe og Bundesmarine mistede ca. 30% af flyene i havarier igennem flyets tjenestetid, og Canada mistede 46% af deres F-104 (110 af 235 fly). Derimod mistede Ejército del Aire, Spaniens Luftvåben, ingen fly overhovedet.
Ud over "Enkemageren" blev F-104 i Tyskland også kaldt Fliegender Sarg ("Den flyvende Kiste"), eller ligefrem Erdnagel ("Teltpløk"). Den tyske film Starfighter - Sie wollten den Himmel erobern fra 2015 fortæller historien om de mangfoldige tyske uheld med flytypen.
I tjeneste ved USAF havde F-104 en akkumuleret Class A mishap rate (flystellet afskrevet) på 26,7 havarier pr. 100.000 flyvetimer i juni 1977, voksende til 30,63 ved udgangen af 2007, den dårligste ulykkesstatistik for samtlige USAF Century Series jagerfly. Til sammenligning havde Convair F-102 Delta Dagger 14,2 havarier pr. 100.000 flyvetimer (13,69 ved slutningen af 2007) og North American F-100 Super Sabre havde 16,25 havarier pr. 100.000 flyvetimer.
Adskillige kendte piloter har mistet livet i en F-104; i USA bl.a. Major Robert H. Lawrence, Jr. og Captain Iven Kincheloe. Den civile, tidligere USAAF pilot Joe Walker døde i et luftsammenstød med en XB-70 Valkyrie mens han fløj en F-104. Chuck Yeager var tæt på at blive dræbt i december 1963, da han mistede kontrollen over en NF-104A under forsøget på at sætte en ny højderekord. Han mistede to fingerspidser, og var i lang tid indlagt på hospitalet med kraftige forbrændinger efter at have skudt sig ud med katapultsædet.

## Verdensrekorder
F-104 var det første fly der samtidigt var indehaver af verdensrekorderne i hastighed og flyvehøjde.
- Den 7. maj 1958 brød USAF Major Howard C. Johnson verdensrekorden i flyvehøjde ombord i YF-104A 55-2957; han opnåede en højde på 91.243 feet (27.811 m) efter at være startet fra Edwards Air Force Base.
- Den 16. maj 1958 satte USAF Capt. Walter W. Irwin verdensrekord i hastighed ombord i YF-104A 55-2969; han opnåede 1.404,19 miles per hour (2.259,82 km/h) over en bane på 15 miles (24 km) længde på Edwards AFB.
- Under flyvning i F-104A nr. 56-0762 over NAS Point Mugu i Californien, satte USAF Lt. William T. Smith og Lt. Einar Enevoldson adskillige rekorder i stigehastighed den 13. og 14. december 1958:
| 3.000 meter  | (9.800 ft)  | på 41,85 sekunder  |
| 6.000 meter  | (20.000 ft) | på 58,41 sekunder  |
| 9.000 meter  | (30.000 ft) | på 81,14 sekunder  |
| 12.000 meter | (39.000 ft) | på 99,90 sekunder  |
| 15.000 meter | (49.000 ft) | på 131,1 sekunder  |
| 20.000 meter | (66.000 ft) | på 222,99 sekunder |
| 25.000 meter | (82.000 ft) | på 266,03 sekunder |

- Den 14. december 1959 satte USAF Capt. "Joe" B. Jordan en ny verdensrekord i flyvehøjde, 103.389 feet (31.513 m), ombord i F-104C nr. 56-0885, startende fra Edwards AFB. Samtidigt satte han rekord i stigetid til 30.000 meter (98.000 ft) på 904,92 sekunder. (I februar 1962 overtog T-38 rekorderne i de lavere flyvehøjder, og kort tid efter overtog F-4 rekorderne i stigetid.)
- Ombord i NF-104A nr. 56-0756 satte USAF Major Robert W. Smith en uofficiel højderekord på 118.860 feet (36.230 m) den 15. November 1963. Den 6. december 1963 satte han en ny uofficiel rekord på 120.800 feet (36.800 m) i det samme fly.
- Jacqueline Cochran satte under flyvning i en TF-104G, registrering N104L, tre hastighedsrekorder for kvinder. Den 11. maj 1964 satte hun en gennemsnitsfart på 1.429,3 mph (2.300,2 km/t) over en 15/25 km bane, den 1. juni fløj hun en gennemsnitlig hastighed på 1.303,18 mph (2.097,26 km/t) over en 100 km bane, og den 3. juni fløj hun i gennemsnit 1.127,4 mph (1.814,4 km/t) over en 500-km bane.
- Lockheed test pilot Darryl Greenamyer byggede selv en F-104 af reservedele han fik samlet sammen. Flyet, N104RB, fløj første gang i 1976. Den 2. oktober 1976, over Mud Lake nær Tonopah i Nevada, opnåede Greenamyer en gennemsnitlig fart på 1.010 mph (1.630 km/t) under forsøget på at sætte en ny 3-km rekord i lav højde. Et defekt sporingskamera ødelagde de nødvendige beviser for en officiel rekord. Den 24. oktober 1977 fløj Greenamyer en officiel FAI rekord hjem over en 3-km bane med 988,26 mph (1.590,45 km/t).
Den 26. februar 1978 udførte Greenamyer en træningsflyvning for et forsøg på at bryde højderekorden. Efter flyvningen kunne han ikke få en "låset" indikator på det bagbords landingshjul; efter et antal touch-and-go landingsforsøg på startbanen på Edwards AFB, blev han overbevist om at det ikke var sikkert at lande. Han skød sig ud med katapultsædet, og N104RB styrtede ned i ørkenen.

## Varianter
XF-104
To prototyper udstyret med Wright J65 motorer (J79 var endnu ikke klar); det ene fly udstyret med en M61 kanon for våbentests. Begge flyene blev ødelagt i havarier.
YF-104A
17 pre-produktionsfly anvendt til tests af motor, udstyr og flyveegenskaber.
F-104A
I alt 153 stk. af den første produktionsversion blev bygget. F-104A var i tjeneste ved USAF fra 1958 og til slutningen af 1960, derefter blev flyene overført til ANG indtil 1963 hvor de blev kaldt tilbage til USAF Air Defense Command for eskadrillerne 319 og 331. Nogle af flyene blev eksporteret til Jordan, Pakistan og Taiwan, som alle brugte flyene i kamp. I 1967 fik alle F-104A og B fra 319. eskadrille den nye J79-GE-19 motor med 17.900 lbf (79,6 kN) trykkraft med efterbrænder; med denne motor var flyets tjenesteflyvehøjde over 73.000 ft (22.250 m). I 1969 udtrådte alle F-104A og B af tjeneste i ADC.
NF-104Tre afmilitariserede fly med en ekstra 6.000 lbf (27 kN) Rocketdyne LR121/AR-2-NA-1 raketmotor, benyttet til astronauttræning ved højder op til 120.800 ft (36.820 m).
QF-104A
I alt 22 stk. F-104A ombygget til radiofjernstyrede droner og testfly.
F-104B
Trænings- og skolefly med to sæder i tandem og dobbeltstyring, 26 stk. bygget. En videreudvikling af F-104A med større sideror og ventral finne, ingen kanon og reduceret intern brændstofmængde. På trods af disse ændringer fuldt brugbar som kampfly. Enkelte blev leveret til Jordan, Pakistan og Taiwan.
F-104C
Jagerbomber version, udviklet for USAF Tactical Air Command, med forbedret ildledelsesradar (AN/ASG-14T-2), to pyloner under vingerne og en under centerlinien (i alt fem på flyet), og mulighed for at bære et Mk 28 eller et Mk 43 kernevåben på centerline pylonen. F-104C var også i stand til at blive luftoptanket. Den 14. december 1959, satte en F-104C verdensrekord i flyvehøjde med 103.395 ft (31.515 m). I alt 77 fly blev bygget.
F-104D
Træningsversion med dobbeltstyring af F-104C, 21 stk. bygget.
F-104DJ
Træningsversion med dobbeltstyring af F-104J for Japans Luftvåben (JASDF), 20 stk. bygget af Lockheed og samlet af Mitsubishi. Efter at flyet udtrådte af tjeneste i Japan, leverede USA et antal 104J/DJ til Taiwans Luftvåben (ROCAF).
F-104F
Træningsversion med dobbeltstyring baseret på F-104D, men med den opgraderede motor fra F-104G. Ingen radar, og flyet var ikke kampdueligt. Fremstillet som en midlertidig træner for Luftwaffe. Alle F-104F var udtrådt af tjeneste i 1971; 30 stk. blev bygget.
F-104G
Den mest producerede version med 1.122 fly bygget som multi-rolle jagerbombere. Fremstillet af Lockheed, og bygget under licens af Canadair og et konsortie af Europæiske firmaer som inkluderede Messerschmitt/MBB, Dornier, Fiat, Fokker og SABCA. Typen havde et forstærket flystel og vingestruktur, forøget intern brændstofmængde, en forstørret halefinne, forstærket understel med større dæk, og reviderede flaps for at forbedre manøvreevnen under kamp. Den forbedrede flyelektronik inkluderede en ny Autonetics NASARR F15A-41B radar som kunne søge efter både jord- og luftmål, Litton LN-3 Inertinavigations systemet (for første gang på en jager i løbende produktion), og et infrarødt sigte.
RF-104G
189 stk. taktiske rekognosceringsfly, baseret på F-104G, som regel med tre KS-67A kameraer monteret forrest i skroget i stedet for kanonen.
TF-104G
220 stk. kampegnede træningsfly med dobbeltstyring baseret på F-104G; ingen kanon eller centerline pylon, reduceret intern brændstofbeholdning. Et fly benyttet af Lockheed til demonstrationsformål, med den civile registrering N104L, blev fløjet af Jackie Cochran mens hun satte tre verdensrekorder i 1964. Flyet tjente senere i Holland. Et par tosædede TF-104G og en ensædet F-104G kom til at arbejde for NASA på Dryden Flight Research Center i juni 1975.
F-104H
Planlagt eksportversion baseret på F-104G med forsimplet udstyr og optisk sigte. Typen gik ikke i produktion.
F-104J
Specialiseret interceptor jager, en version af F-104G for det Japanske Luftvåben, bygget på licens af Mitsubishi for at opfylde air-superiority rollen. Armeret med kanon og fire AIM-9 Sidewinder missiler; ingen evne til at medføre bomber mod jordmål. Nogle blev ombygget til UF-104J radiostyrede måldroner og ødelagt. I alt blev 210 stk. bygget, tre af Lockheed, 29 af Mitsubishi med komponenter fremstillet af Lockheed, og 178 stk. fremstillet komplet ved Mitsubishi. Efter at typen udtrådte af tjeneste i Japan, sendte USA et antal 104J/DJ til Taiwan.
F-104N
Tre F-104G blev leveret til NASA i 1963 og blev anvendt som højhastigheds følgefly. Et af flyene, ført af Joe Walker, kolliderede med en XB-70 den 8. juni 1966.
Aeritalia F-104S
246 fly produceret i Italien af FIAT; et af flyene styrtede før det blev leveret fra fabrikken, og bliver ikke altid talt med. 40 fly blev leveret til Tyrkiets Luftvåben, og resten til Italiens Luftvåben (Aeronautica Militare Italiana). F-104S blev opgraderet til rollen som interceptor med en NASARR R-21G/H radar og en illuminator for radarguidede missiler (oprindeligt AIM-7 Sparrow), to ekstra hardpoints under vingerne og to under skroget (i alt ni), en kraftigere J79-GE-19 motor med 11.870 lbf (53 kN) 'tør' og 17.900 lbf (80 kN) trykkraft med efterbrænder, og to ekstra ventrale finner for at forøge stabiliteten. M61 kanonen blev ofret i interceptor-versionen for at gøre plads til missilstyringen, men blev beholdt i jagerbomber varianterne. Flyet bar to Sparrow missiler, og som regel to men op til seks Sidewinders. Flyet kunne i stedet for bære syv stk. 750 lb (340 kg) bomber (normalt to til fire stk. 500–750 lb/227–340 kg). F-104S var godkendt til en højere maksimal takeoff vægt, og kunne bære op til 7.500 lb (3.400 kg) tanke, raketter eller bomber; de fleste Starfightere kunne maksimalt medføre 4.000 lb (1.814 kg). Rækkevidden var op til 780 mi (1.250 km) med fire droptanke.
F-104S-ASA
(Aggiornamento Sistemi d'Arma – "Opdatering af våbensystemerne") – 150 stk. opgraderede F-104S med en Fiat R21G/M1 radar med frekvensspring, look-down/shoot-down kapabilitet, nyt IFF system og våbenafleveringscomputer, og forberedt til de avancerede AIM-9L Sidewinder og Selenia Aspide missiler. Versionen fløj første gang i 1985.
F-104S-ASA/M
(Aggiornamento Sistemi d'Arma/Modificato – "Opdatering af våbensystemerne/Modificeret") – 49 flystel opgraderet i 1998 til ASA/M standarden med GPS, ny TACAN og et Litton LN-30A2 INS, overhalet flystel og forbedrede cockpit displays. Ren jager, alt udstyr til bombekast fjernet. Disse Starfightere var de sidste i tjeneste. De udgik i december 2004 og blev midlertidigt erstattet af F-16 indtil ankomsten af de bestilte Eurofighter Typhoon.
CF-104
200 stk. Canadisk-byggede fly, produceret under licens af Canadair og optimeret både til aflevering af atomvåben, og til 2-stage-to-orbit raketopsendelser. Flyene havde en NASARR R-24A sigteradar til luftmål, fik oprindeligt fjernet kanonen men genindførte den i 1972, havde en ekstra intern brændstoftank, og canadiske J79-OEL-7 motorer med 10.000 lbf (44 kN)/15.800 lbf (70 kN) trykkraft.
CF-104D
38 stk. træningsversion med dobbeltstyring af CF-104, bygget af Lockheed, men med canadiske J79-OEL-7 motorer. Nogle af disse fly blev senere overført til Danmark, Norge og Tyrkiet.

## Produktionsoversigt og omkostninger
| Type                 | Lockheed | Multi- national | Canadair | Fiat | Fokker | MBB | Messer- schmitt | Mitsubishi | SABCA | I alt |
| -------------------- | -------- | --------------- | -------- | ---- | ------ | --- | --------------- | ---------- | ----- | ----- |
| XF-104               | 2        |                 |          |      |        |     |                 |            |       | 2     |
| YF-104A              | 17       |                 |          |      |        |     |                 |            |       | 17    |
| F-104A               | 153      |                 |          |      |        |     |                 |            |       | 153   |
| F-104B               | 26       |                 |          |      |        |     |                 |            |       | 26    |
| F-104C               | 77       |                 |          |      |        |     |                 |            |       | 77    |
| F-104D               | 21       |                 |          |      |        |     |                 |            |       | 21    |
| F-104DJ              | 20       |                 |          |      |        |     |                 |            |       | 20    |
| CF-104               |          |                 | 200      |      |        |     |                 |            |       | 200   |
| CF-104D              | 38       |                 |          |      |        |     |                 |            |       | 38    |
| F-104F               | 30       |                 |          |      |        |     |                 |            |       | 30    |
| F-104G               | 139      |                 | 140      | 164  | 231    | 50  | 210             |            | 188   | 1122  |
| RF-104G              | 40       |                 |          | 35   | 119    |     |                 |            |       | 194   |
| TF-104G (583C to F)  | 172      | 27              |          |      |        |     |                 |            |       | 199   |
| TF-104G (583G and H) |          | 21              |          |      |        |     |                 |            |       | 21    |
| F-104J               | 3        |                 |          |      |        |     |                 | 207        |       | 210   |
| F-104S               |          |                 |          | 245  |        |     |                 |            |       | 245   |
| I alt pr. producent  | 738      | 48              | 340      | 444  | 350    | 50  | 210             | 207        | 188   | 2575  |

|                               | F-104A        | F-104B        | F-104C        | F-104D        | F-104G         | TF-104G        |
| ----------------------------- | ------------- | ------------- | ------------- | ------------- | -------------- | -------------- |
| Forskning og udvikling        |               |               | 189.473       | 189.473       |                |                |
| Flystel                       | 1.026.859     | 1.756.388     | 863.235       | 873.952       |                |                |
| Motor                         | 624.727       | 336.015       | 473.729       | 271.148       | 169.000        |                |
| Elektronik                    | 3.419         | 13.258        | 5.219         | 16.210        |                |                |
| Bevæbning                     | 19.706        | 231.996       | 91.535        | 269.014       |                |                |
| Bombelast                     | 29.517        | 59.473        | 44.684        | 70.067        |                |                |
| Færdigt fly                   | 1,7 millioner | 2,4 millioner | 1,5 millioner | 1,5 millioner | 1,42 millioner | 1,26 millioner |
| Modifikationer op til 1973    |               |               | 198.348       | 196.396       |                |                |
| Pris pr. flyvetime            | 655           |               |               |               |                |                |
| Vedligeholdelse pr. flyvetime | 395           | 544           | 395           | 395           |                |                |

## Operatører

### Militære operatører
F-104 var i tjeneste ved disse nationers luftvåben:
 Belgien
- Det Belgiske Luftvåben (nederlandsk: Luchtcomponent, fransk: Composante air) - 102 stk. F-104G fra 1963; nogle produceret i USA, andre lokalt. Dertil 12 stk. TF-104G fra 1965, alle produceret i USA. De sidste fly udtrådte af tjeneste i 1983.[92]

 Canada
- Det canadiske luftvåben (Royal Canadian Air Force, RCAF) - 200 stk CF-104 1968-1986 og 38 stk. CF-104D 1968-1985.[93] Flyet blev lidt ukærligt kaldt Lawn Dart (efter et pilespil for børn), Aluminium Death Tube ("Aluminiums-dødsrøret") eller værre.[94]

 Danmark
- Flyvevåbnet - 25 stk. F-104G og 4 stk. TF-104G fra USA i tjeneste 1964-1986, dertil 7 stk. CF-104D ankommet i 1971 og 15 stk. CF-104G ankommet i 1972. Canadierne udtrådte af tjeneste i 1984.[95]

 Grækenland
- Grækenlands Luftvåben (Hellenic Air Force (HAF) græsk: Πολεμική Αεροπορία, Polemikí Aeroporía) - fra 1964, 152 stk. F-104G og 34 stk. TF-104G, og fra 1965, 20 stk. RF-104G. Flyene var sourcet fra USA, Spanien, Tyskland og Holland, og udtrådte alle af tjeneste i 1994.[96]

 Holland
- Det hollandske luftvåben (nederlandsk: Koninklijke Luchtmacht, KLu) - 109 stk. F-104G, 21 stk. RF-104G og 18 stk. TF-104G i tjeneste 1963-1984.[97]

 Italien
- Italiens Luftvåben (italiensk: Aeronautica Militare; AM) - 201 stk. F-104G 1963-1994, 48 stk. TF-104G 1965-2004, 28 stk. RF-104G 1971-1997 og 205 stk. F-104S 1969-2004. De fleste fly var bygget lokalt.[98] Piloterne kaldte flyet Spillone ("Hattenålen") eller Bara volante ("Flyvende Kiste")

 Japan
- Japans Luftvåben (Japan Air Self-Defense Force (航空自衛隊 Kōkū Jieitai), JASDF) - 210 stk. F-104J og 20 stk. F-104DJ i årene 1962-1986.[99] I japan fil flyet navnet Eikö (Kanji:栄光, "Ære" eller "Storhed").

 Jordan
- Det Kongelige Jordanske Luftvåben (Royal Jordanian Air Force (RJAF); arabisk:  سلاح الجو الملكي الأردني , Silāḥ ul-Jawu al-Malakī ’al-Urdunī) - 36 stk. F-104A og 4 stk. F-104B, indkøbt fra Taiwan, og i tjeneste 1969-1977.[100]

 Norge
- Det norske luftvåben (norsk: Luftforsvaret) - Norge fik 19 stk. F-104G og 7 stk. TF-104G fra USA i 1963. I 1972 ankom yderligere 19 stk. CF-104 fra Canada, plus året efter 3 stk. CF-104D. De sidste fly udgik i 1983.[101] Flyet fik tilnavnet Vestfjordoksen, efter de brølende motorlyde der kunne høres fra Bodø i Vestfjorden[102]

 Pakistan
- Det Pakistanske Luftvåben (Pakistan Air Force (PAF), urdu: پاک فِضائیہ) - 12 stk. F-104A og 2 stk. F-104B. Typen var i tjeneste i årene 1961-1972.[103] Flyet blev kaldt Badmash ("Ballademager")

 Spanien
- Spaniens Luftvåben (spansk: Ejército del Aire) - 18 stk. F-104G og 3 stk. TF-104G, anskaffet i 1965. Jagerene udgik i 1972, træningsflyene året efter.[104]

 Taiwan
- Taiwans Luftvåben (Republic of China Air Force (ROCAF), kinesisk: 中華民國空軍; pinyin: Zhōnghuá Mínguó Kōngjūn) - Taiwan fik i alt 282 fly, et mix af ny og brugte fly af typerne F-104A, -B, -D, -G, -J, -DJ, RF-104G og TF-104G. Flyene ankom som en del af Military Assistance Program (MAP), det samme våbenhjælpsprogram som skaffede Danmark en del fly. F-104 udtrådte af Taiwanesisk tjeneste i 1997.[105]

 Tyrkiet
- Tyrkiets Luftvåben (tyrkisk: Türk Hava Kuvvetleri) - Fra 1963 ankom 287 stk. F-104G og RF-104G, og 56 stk. TF-104G fra forskellige lande. I 1974 ankom yderligere 40 stk. F-104S fra Italien, og i 1986 ankom 44 stk. CF-104 og seks CF-104D.[106]

 Tyskland
- Tysklands Luftvåben (Luftwaffe) - 30 stk. F-104F, bygget i USA, 1959-1980; 137 stk. TF-104G, bygget i USA, 1961-1989; 722 stk. F-104G 1965-1986, nogle bygget i USA, andre lokalt; og 100 stk. RF-104G, bygget i USA, i tjeneste 1967-1986.[107]
- Tysklands Flåde (Bundesmarine] - 128 stk. F-104G, lokalt bygget, fra 1965; 19 stk. TF-104G, bygget i USA, fra 1974; og 27 stk. RF-104G, bygget i Italien, fra 1981. De sidste fly udtrådte af tjeneste i 1986.[108]

 United States
- United States Air Force - Der mangler en oversigt over hvilke og hvor mange F-104 USA havde i tjeneste.[109] Flyets overvældende fart gav det kælenavnet "Zipper" eller "Zip-104" blandt amerikanske piloter.

### Civile operatører
Jfr. FAA eksisterer der 10 privat ejede F-104 i USA.
Starfighters Inc, et civilt opvisningshold baseret i Florida, benytter tre tidligere canadiske CF-104 Starfightere (1 stk. CF-104D og 2 stk. CF-104). Flystel 5303 (104633) med civil registrering N104JR er ejet og fløjet af en privat samler i Arizona.

## Udstillede fly
Efter at have udtrådt af tjeneste, er mange Starfightere blevet bevaret i museer, og flyet er en populær portvagt på mange flyvepladser. Der er mindst 230 overlevende Starfightere (Canadisk- og Italienskbyggede fly ikke medregnet) og langt fra alle er oplistet; det vil sprænge artiklens ramme at opremse dem alle. I det følgende er et udpluk af nogle af de nærmeste fly. En mere komplet liste findes på Engelsk Wikipedia.
Belgien
- FX12 er udstillet i Musée Royal de l’Armée, Bruxelles
- FX53 står portvagt foran det Belgiske Luftvåbens tekniske skole, Campus Saffraanberg, Luikersteenweg 371, 3800 Sint-Truiden[113]
- FX94 er stillet op i Starfighter Rotonde på N73 ved 3990 Peer, Belgien[114]

Danmark
- R-771 står portvagt foran Flyvestation Ålborg[115]
- R-814 er udstillet i Veteranmuseet ved Egeskov Slot.[55]
- R-888 er udstillet i den store hal på Danmarks Flymuseum, Stauning.[116]
- R-896 er udstillet på Danmarks Tekniske Museum i Helsingør.[55]
- RT-654 er udstillet i Værløse Flyhistoriske Hangar

Holland
- D-8022 er udstillet på Militaire Luchtvaart Museum, Soesterberg. D-8114, D-8245 og D-5803 er opmagasineret sammesteds.
- D-8268 står portvagt ved Deltion College, Zwolle.[117]
- D-8318 står portvagt ved Leeuwarden Air Base[118]

Norge
- CF-104D nr. 104637 er flyvedygtig og flyver fra Bodø Lufthavn. Den er civilt registreret som LN-STF.
- CF-104 nr. 104717 står portvagt foran Flyhistorisk Museum, Sola og 104730 er udstillet indenfor.
- 104889 er udstillet på Sandefjord Lufthavn, Torp.

Tyskland
- 20+37 er udstillet på Luftwaffenmuseum der Bundeswehr i Berlin-Gatow[119]
- 20+81 (malet som 23+81) står portvagt ved hovedindgangen til flybasen i Jagel ved Slesvig by, Slesvig-Holsten.[120]
- 21+53 er udstillet i Deutsches Museum i München.
- 26+53 er udstillet i Technikmuseum Speyer.

## Specifikationer (F-104G)
| Besætning:             | 1                               | Pilot                               |
| Længde:                | 54 ft. 8 in.                    | 16,66 m                             |
| Højde:                 | 13 ft. 6 in.                    | 4,11 m                              |
| Spændvidde:            | 21 ft. 9 in.                    | 6,63 m                              |
| Vingeareal:            | 196,1 ft²                       | 18,22 m²                            |
| Vingeprofil:           | Bikonveks 3.36% rod og tip      |                                     |
| Tomvægt:               | 14.000 lb.                      | 6.350 kg                            |
| Max. takeoff vægt:     | 29.027 lb                       | 13.166 kg                           |
| Motor:                 | General Electric J79 turbojet   | med efterbrænder                    |
| Antal:                 | 1                               |                                     |
| Trykkraft:             | 10.000 lbf                      | 44,48 kN                            |
| med efterbrænder:      | 15.600 lbf                      | 69,39 kN                            |
| Max. fart:             | 1.528 mph                       | 1.328 kn, 2.459,5 km/t, over Mach 2 |
| Kamprækkevidde:        | 365 NM                          | 420 mi, 676 km                      |
| Forlægningsrækkevidde: | 1.416 NM                        | 1.630 mi, 2.623 km                  |
| Max.flyvehøjde:        | 50.000 ft.                      | 15.000 m                            |
| Stigehastighed:        | 48.000 ft/min                   | 243,8 m/s                           |
| Vingebelastning:       | 105 lb/ft²                      | 512,6 kg/m²                         |
| Trykkraft/masse:       | 0,54 @ max. takeoff vægt        |                                     |
| Lift to drag:          | 9,2                             |                                     |
| Kanon:                 | 1x 20mm (0,787 in) M61A1 Vulcan | 6-løbet Gatling maskinkanon         |
| Ammunition:            | 725 skud                        |                                     |
| Missiler:              | op til 4 x AIM-9 Sidewinder     |                                     |
| Hardpoints:            | 7                               |                                     |
| Hardpoint vægt:        | 4.000 lb.                       | 1.800 kg                            |
| Hardpoint last:        | Bomber, raketter, Droptanke     | og andet                            |